# L'esilarante mistero del papà scomparso
L'esilarante mistero del papà scomparso è un romanzo di genere comico surreale del 2013, scritto da Neil Gaiman. Nel 2014 è stato pubblicato da Mondadori. Le illustrazioni sono di Chris Riddell.

## Trama
Un fratello ed una sorella rimangono soli col padre per alcuni giorni; la madre è infatti andata ad una conferenza, affidando i figli alle cure paterne. La prima sera soli non è  un problema, ma il giorno dopo la famigliola scopre d'essere rimasta senza latte. Non potendone fare a meno per il tè e i cereali della colazione, il padre esce per andare a comprarlo. Quando ritorna giustifica la sua lunga assenza con un'incredibile ed improbabile storia.
Le sue fantasiose avventure iniziano con l'acquisto del latte al negozio all'angolo subito seguito da un rapimento alieno, che lo catapulta su una nave di pirati del Settecento, in un imprevisto viaggio nel tempo. A salvarlo è una femmina di stegosauro in mongolfiera, che si presenta come una degli scienziati più promettenti di tutta la sua civiltà. Dopo diverse avventure in luoghi e spazi remoti, il papà riesce a tornare a casa col latte dai figli che, spazientiti, gli chiedono come abbia potuto impiegarci tanto tempo